# Law & Order: Organized Crime
Law & Order: Organized Crime är en amerikansk kriminal- och dramaserie vars första säsong hade premiär den 1 april 2021. Första säsongen bestod av åtta avsnitt. Serien andra säsong hade premiär i september 2021, och dess tredje säsong hade premiär i september 2022.  Serien är en spinoff på Law & Order och Law & Order: Special Victims Unit.  Serien har fått kontrakt på en fjärde säsong med planerad premiär år 2024. Serien är skapad av Ilene Chaiken, Warren Leight och Julie Martin som även skrivit seriens manus. Serien kan ses på strömningstjänsten C More.

## Handling
Serien kretsar kring Elliot Stabler som tio år efter att hans fru mördats återvänder till NYPD-polisen i syfte att bekämpa den organiserad brottsligheten.

## Rollista i urval
- Christopher Meloni - Elliot Stabler
- Danielle Moné Truitt - Ayanna Bell
- Ainsley Seiger - Jet Slootmaekers
- Tamara Taylor - Angela Wheatley
- Dylan McDermott - Richard Wheatley
- Nona Parker Johnson - Carmen "Nova" Riley
- Brent Antonello - Jamie Whelan
- Rick Gonzalez - Bobby Reyes
- Ben Chase - Freddie Washburn
- Michael Rivera - Diego Morales
- Shauna Harley - Pilar Wheatley
- Nick Creegan - Richard "Richie" Wheatley Jr.
- Jaylin Fletcher - Ryan Wheatley
- Charlotte Sullivan - Gina Cappelletti
- Wendy Moniz - Anne Frasier
- Lolita Davidovich - Flutura Briscu
- Izabela Vidovic - Rita Lasku
- Caroline Lagerfelt - Agniezjka "Agnes" Bogdani
- James Cromwell - Miles Darman
- Janel Moloney - Lillian Goldfarb
- Ayelet Zurer - Tia Leonetti